# Gala piosenki popularnej i chodnikowej
Gala piosenki popularnej i chodnikowej – dwa koncerty, które odbyły się 29 lutego 1992 roku w Sali Kongresowej Pałacu Kultury i Nauki w Warszawie. Na scenie wystąpili muzycy wykonujący disco polo.
Organizatorami Gali była wytwórnia muzyczna Blue Star oraz Stołeczna Estrada w Warszawie. Reżyserem Gali był Krzysztof Jaślar, prowadzącym Janusz Weiss. Za sprawą dużego zainteresowania Galą zorganizowano dwa koncerty jeden po drugim. Wydarzenie zostało zarejestrowane przez Telewizję Polską, nie było ono jednak transmitowane na żywo.
Na festiwalu wystąpili m.in. Zenon Martyniuk z zespołem Crazy Boys, Atlantis, Chorus, Fanatic, Ex Problem, Irys, Top One, Marlena Drozdowska i Mariusz Czajka, Jacek Skubikowski i Maciej Januszko, Dystans, Duet Stela (Stanisław Wielanek i Ela Szaniewska), Sekstet Męski Affabre Concinui. W prasie oraz opracowaniach naukowych pojawiają się błędne informacje, że na Gali wystąpili Marek Kondrat oraz zespół Akcent.
Zespoły grały z półplaybacku. Utwór „Mydełko Fa” w całości wykonano z playbacku. Na Gali nie wystąpił aktor Marek Kondrat, który wraz z Marleną Drozdowską uczestniczył w nagraniu piosenki. Na koncercie śpiewane przez niego zwrotki markował wynajęty na wydarzenie nieznany Wietnamczyk, zaś na scenie obok Marleny Drozdowskiej wystąpił Mariusz Czajka. Doborem uczestników zajęła się wytwórnia Blue Star. Top One był wykonawcą niezwiązanym z wytwórnią Blue Star. Wystąpił on jako najpopularniejszy wówczas wykonawca muzyki chodnikowej w Polsce. Elementami scenografii były m.in: stroje ślubne wiszące nad makietą Pałacu Kultury i Nauki, tekturowe łabędzie, Księżyc i Słońce, rzeźba jelenia.
Gala piosenki popularnej i chodnikowej wzbudziła kontrowersje. Reżyser Gali Krzysztof Jaślar w reportażu TVP Mydełko Fa, czyli Gala Piosenki Ulicznej i Chodnikowej (wyemitowanym 4 kwietnia 1992 roku na TVP2) podkreślił, że większość wykonawców to amatorzy, a koncert stanowi gest tolerancji wobec gustów publiczności. Prowadzący Janusz Weiss nie ukrywał, że na Gali odgrywał rolę szydercy. Właściciel wytwórni Blue Star Sławomir Skręta stwierdził, że jego zespoły grają to, na co jest zapotrzebowanie na rynku muzycznym. Telewizja Polska potraktowała koncert marginalne, a disco polo szerzej zaistniało w mediach dwa lata później za sprawą telewizji Polsat, która rozpoczęła emisję programów Disco Relax i Disco Polo Live. Publiczność oraz część muzyków występujących na Gali oceniają całe wydarzenie pozytywnie.
Przedstawiony na Gali repertuar trafił na serię tematycznych kaset wydanych przez Blue Star. Na przestrzeni lat Telewizja Polska emitowała koncert zarówno z komentarzami Janusza Weissa jak i wersję skróconą, obejmującą wyłącznie występy muzyków.
Dzięki Gali zwiększyła się popularność artystów wykonujących muzykę disco polo. Na fali sukcesu zorganizowano podobne gale w Warszawie oraz w Krakowie i Katowicach. Sama Gala zaczęła uchodzić za jeden z ważniejszych momentów w historii disco polo.